# Rafael Tegeo Díaz
Rafael Tegeo Díaz (Caravaca de la Cruz, 27 de novembre de 1798 - Madrid, 3 d'octubre de 1856) fou un pintor neoclassic espanyol, conegut principalment pels seus retrats. El seu nom és de vegades expressat Tejeo.

## Biografia
Va néixer a una família d'artesans. Després de mostrar un interés per dibuixar, va ser matriculat a la «Real Sociedad de Amigos del País» de Múrcia, on l'escultor italià Santiago Baglietto el va introduir a l'escultura grega. Més tard, gràcies al patronatge del Marqués de San Mamés, va anar a la Reial Acadèmia de Belles Arts de San Fernando, on va estudiar amb José Aparicio i Fernando Brambila.

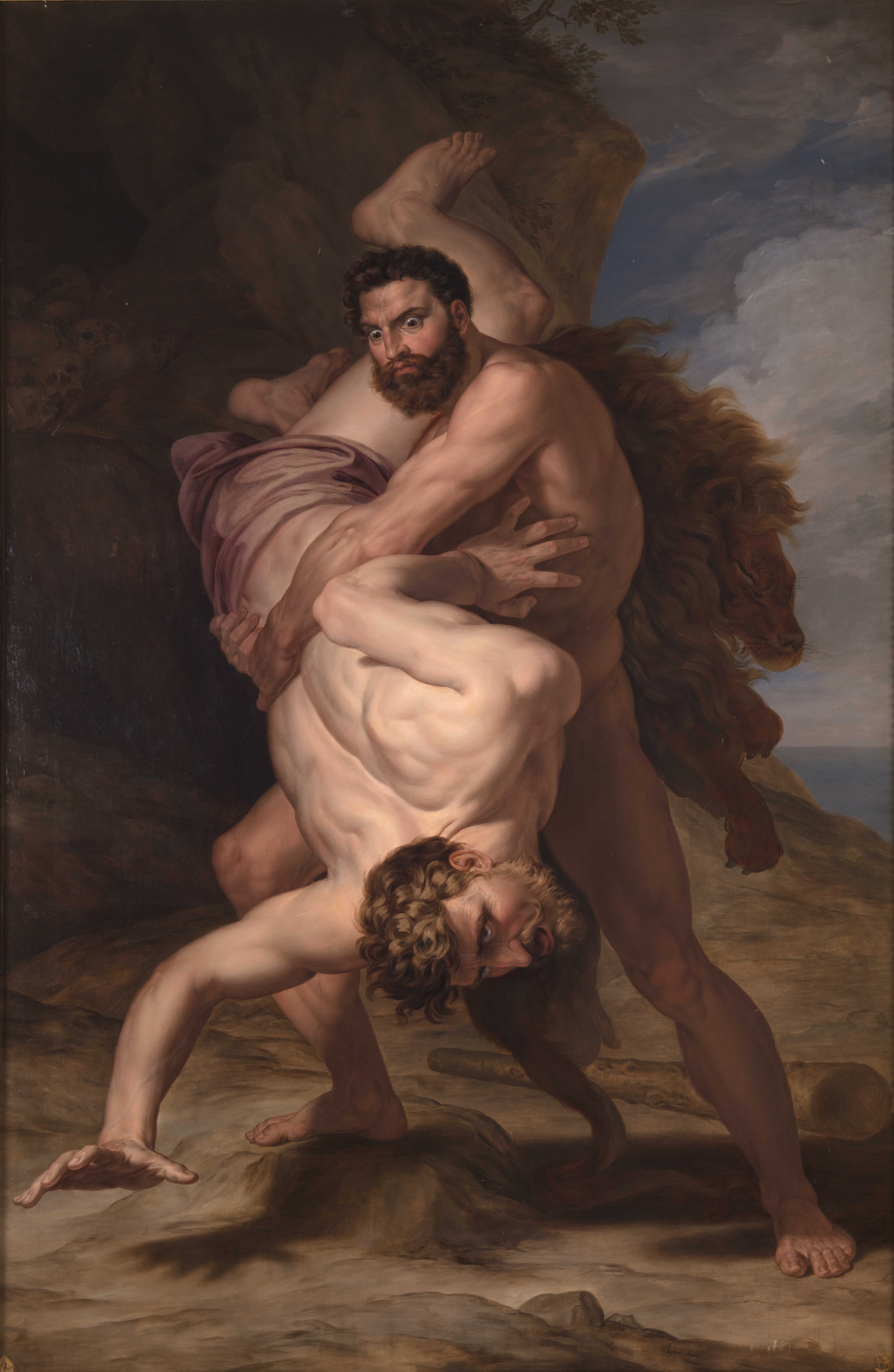
Hercules i Antaeus

El 1824, va rebre un estipendi per estudiar a Roma amb Pietro Benvenuti i Vincenzo Camuccini, entre d'altres, on va rebre la influència de les obres de Raffaello Sanzio i Guido Reni. Va enviar nombroses pintures per exposició i, el 1828, va ser anomenat «Acadèmic» per la seva pintura d'Hercules i Anteu.
Inicialment, es va concentrar en temes de mitologia, creant murals al Palacio Real, el Casino de la Reina i el Palacio de Vistalegre. També va fer escenes històriques ocasionals, és notable un episodi del Setge de Màlaga del Palacio Real.
Va aconseguir fama a través dels seus retrats. Les seves teles de Francis, Duc de Cádiz, i d'Isabel II li van fer guanyar un encàrrec com a pintor de cambra. Va pintar a la noblesa, i també la burgesia emergent. És també conegut per una sèrie de retrats pòstums d'almiralls famosos i altres oficials relacionats amb l'Armada espanyola, ara al Museu Naval de Madrid.
El 1839, va ser anomenat Director Adjunt de pintura a l'Acadèmia i, tres anys més tard, esdevenia Director Honorari, una posició que va aguantar fins a la seva dimissió el 1846. La seva principal exposició fou l'Exposició Universal de 1855.
El carrer on va néixer va ser rebatejat en el seu honor. El 2015, l'ajuntament de Caravaca va anunciar la publicació del  llibre, Rafael Tegeo: Del tema clásico al retrato romántico, de Martín Páez Burruezo.

## Selecció de retrats

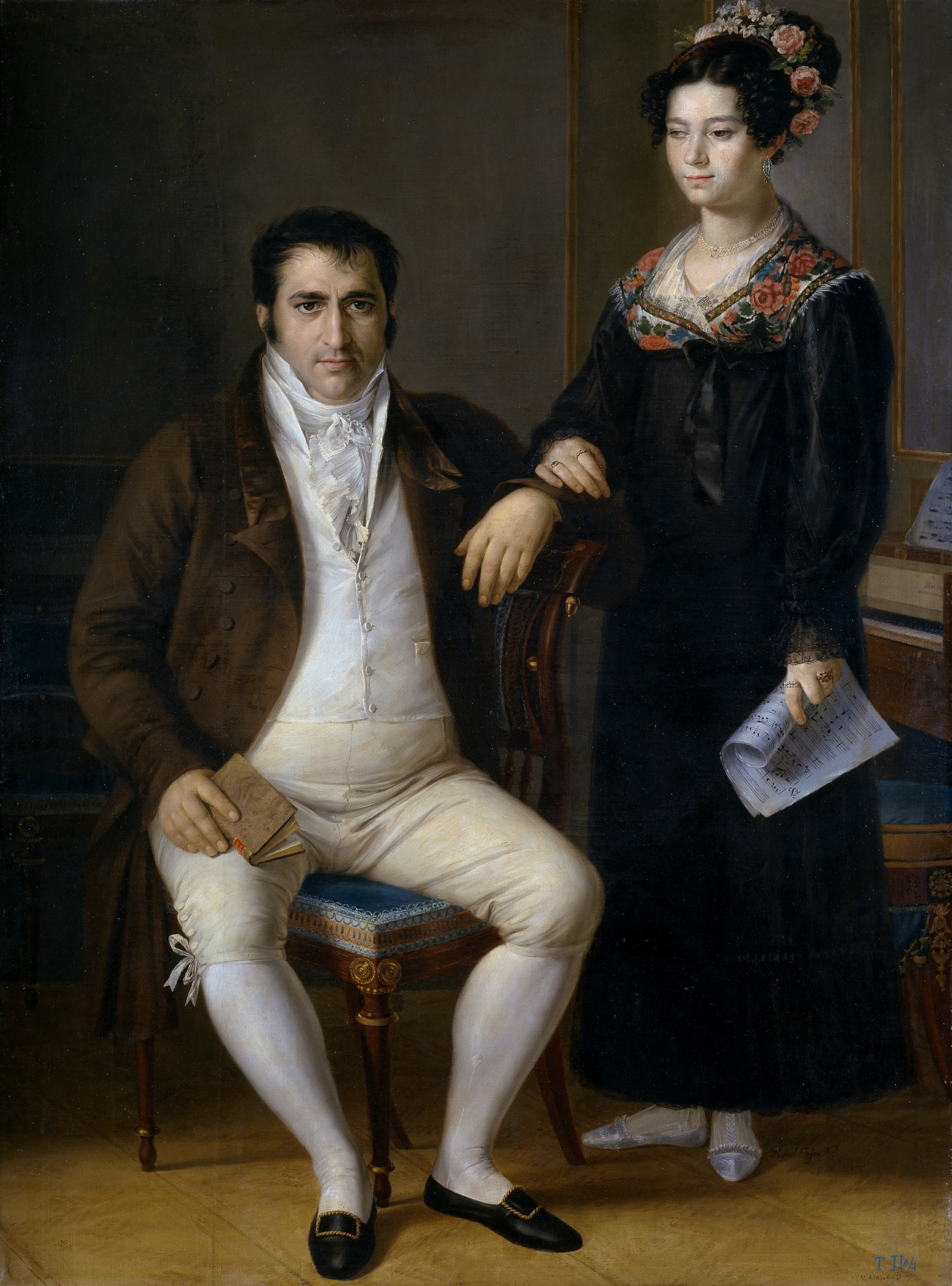
Don Pedro Benitez i la seva filla
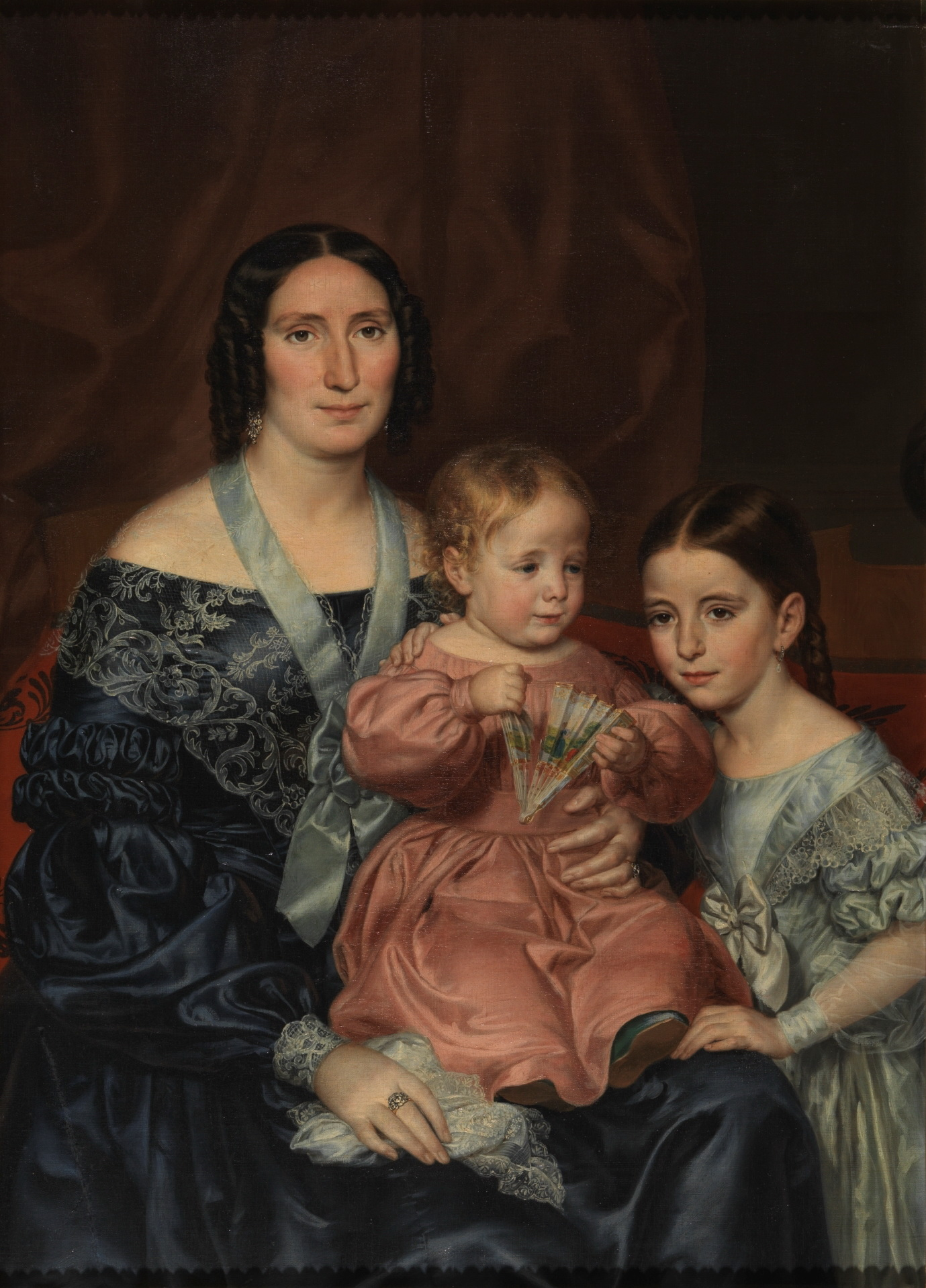
La família Barrio
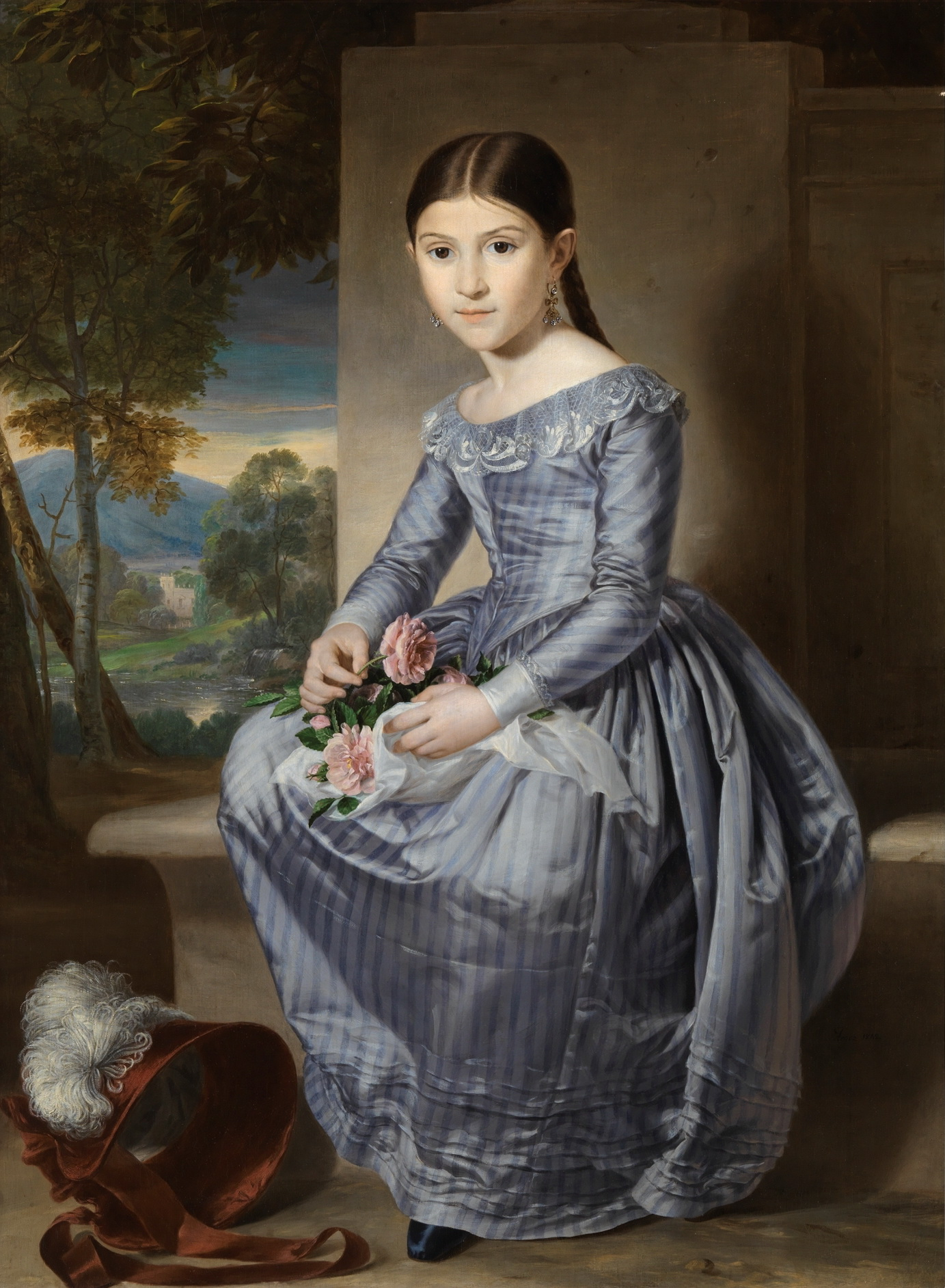
Noia amb paisatge
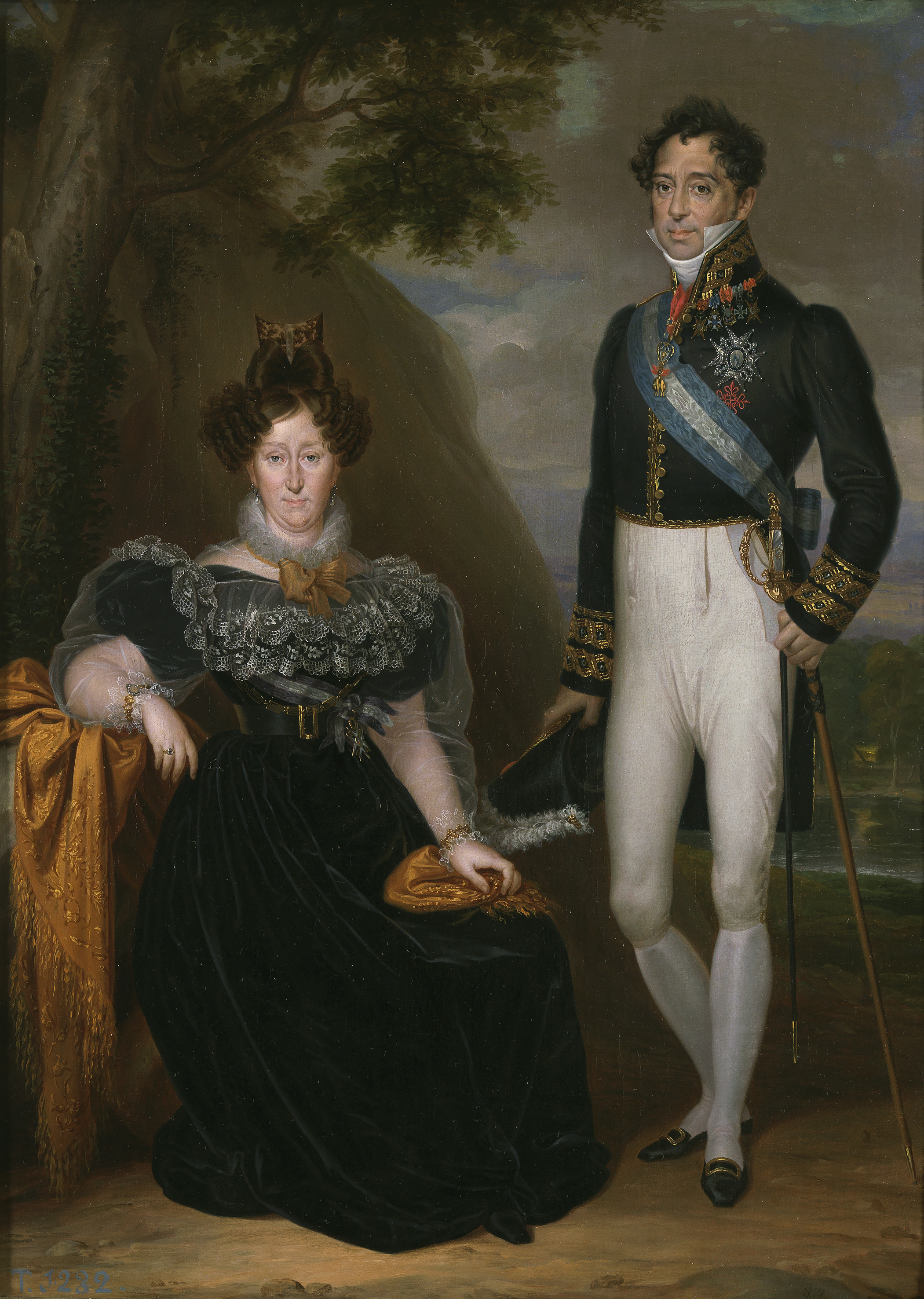
Els ducs de San Fernando